# 1. Allorthodoxe Versammlung auf Rhodos
Die 1. Allorthodoxe Versammlung (englisch Pan-Orthodox Meeting at Rhodos) war eine Zusammenkunft von Vertretern aller orthodoxen Patriarchate vom 24. September bis 1. Oktober 1961 auf der griechischen Insel Rhodos.
Sie wurde angeregt durch den Ökumenischen Patriarchen von Konstantinopel Athenagoras und nahm den 1902 begonnenen Vorbereitungsprozess für das erste neuzeitliche allorthodoxe Heilige und Große Konzil wieder auf. Damit war sie ein wichtiger Schritt innerhalb der panorthodoxen Bewegung.

## Teilnehmer
An der Versammlung nahmen teil Vertreter von 
- Patriarchat Konstantinopel
- Patriarchat Alexandria
- Patriarchat Antiochia
- Patriarchat Jerusalem
- Russisch-orthodoxe Kirche
- Serbisch-orthodoxe Kirche
- Rumänisch-orthodoxe Kirche
- Bulgarisch-orthodoxe Kirche
- Kirche von Zypern
- Kirche von Griechenland
- Polnisch-orthodoxe Kirche
- Orthodoxe Kirche der Tschechischen Länder und der Slowakei